# Direktkval till Svenska Hockeyligan 2016
Direktkval till Svenska Hockeyligan 2016 bestod två matchserier mellan lag från Hockeyallsvenskan och  Svenska Hockeyligan och resulterade i att två lag kvalificerade sig för Svenska Hockeyligan 2016/2017. Kvalificerade för direktkvalet var Modo och Karlskrona HK från SHL och AIK (vinnare av Hockeyallsvenska finalen) och Leksands IF (vinnare av playoff) från Hockeyallsvenskan. Direktkvalet spelades som två matchserier som avgjordes i bäst av 7 matcher, vinnaren i den allsvenska finalen mötte lag 14 från SHL och vinnaren i playoff mötte lag 13 från SHL. SHL-lagen hade hemmafördel. Segrarna kvalificerade sig för SHL nästa säsong och förlorarna blev klara för Hockeyallsvenskan.

## Karlskrona HK mot AIK
| 1           | 19 mars 2016 | Karlskrona HK                                                                   | 000 3 – 2 (SD)                         | AIK                                                      | ABB Arena Karlskrona                                            |                                                                 |
| 19:30 UTC+1 | 19:30 UTC+1  | (1–1, 0–1, 1–0, 0–0, 0–0, 1–0) Rapport                                          | (1–1, 0–1, 1–0, 0–0, 0–0, 1–0) Rapport | (1–1, 0–1, 1–0, 0–0, 0–0, 1–0) Rapport                   | Karlskrona Publik: 3 450 Domare: Patric Bjälkander Daniel Winge | Karlskrona Publik: 3 450 Domare: Patric Bjälkander Daniel Winge |
| 19:30 UTC+1 | 19:30 UTC+1  | Mattias Guter (08:59) (PP1) Jimmy Andersson (40:45) Vyacheslav Trukhno (110:30) | Mål                                    | (17:52) (PP1) Malte Strömwall (23:29) Christian Sandberg | Karlskrona Publik: 3 450 Domare: Patric Bjälkander Daniel Winge | Karlskrona Publik: 3 450 Domare: Patric Bjälkander Daniel Winge |
| 19:30 UTC+1 | 19:30 UTC+1  |                                                                                 |                                        |                                                          | Karlskrona Publik: 3 450 Domare: Patric Bjälkander Daniel Winge | Karlskrona Publik: 3 450 Domare: Patric Bjälkander Daniel Winge |
| 19:30 UTC+1 | 19:30 UTC+1  |                                                                                 |                                        |                                                          | Karlskrona Publik: 3 450 Domare: Patric Bjälkander Daniel Winge | Karlskrona Publik: 3 450 Domare: Patric Bjälkander Daniel Winge |
| 19:30 UTC+1 | 19:30 UTC+1  |                                                                                 |                                        |                                                          | Karlskrona Publik: 3 450 Domare: Patric Bjälkander Daniel Winge | Karlskrona Publik: 3 450 Domare: Patric Bjälkander Daniel Winge |
| 19:30 UTC+1 | 19:30 UTC+1  |                                                                                 |                                        |                                                          | Karlskrona Publik: 3 450 Domare: Patric Bjälkander Daniel Winge | Karlskrona Publik: 3 450 Domare: Patric Bjälkander Daniel Winge |

| 2           | 21 mars 2016 | AIK                                                    | 2 – 1                   | Karlskrona HK               | Hovet                                                          |                                                                |
| 19:30 UTC+1 | 19:30 UTC+1  | (0–0, 2–0, 0–1) Rapport                                | (0–0, 2–0, 0–1) Rapport | (0–0, 2–0, 0–1) Rapport     | Stockholm Publik: 7 317 Domare: Patric Bjälkander Daniel Winge | Stockholm Publik: 7 317 Domare: Patric Bjälkander Daniel Winge |
| 19:30 UTC+1 | 19:30 UTC+1  | Michael Lindqvist (20:45) (PP1) Marcus Jonsson (37:10) | Mål                     | (52:23) Alexander Bergström | Stockholm Publik: 7 317 Domare: Patric Bjälkander Daniel Winge | Stockholm Publik: 7 317 Domare: Patric Bjälkander Daniel Winge |
| 19:30 UTC+1 | 19:30 UTC+1  |                                                        |                         |                             | Stockholm Publik: 7 317 Domare: Patric Bjälkander Daniel Winge | Stockholm Publik: 7 317 Domare: Patric Bjälkander Daniel Winge |
| 19:30 UTC+1 | 19:30 UTC+1  |                                                        |                         |                             | Stockholm Publik: 7 317 Domare: Patric Bjälkander Daniel Winge | Stockholm Publik: 7 317 Domare: Patric Bjälkander Daniel Winge |
| 19:30 UTC+1 | 19:30 UTC+1  |                                                        |                         |                             | Stockholm Publik: 7 317 Domare: Patric Bjälkander Daniel Winge | Stockholm Publik: 7 317 Domare: Patric Bjälkander Daniel Winge |
| 19:30 UTC+1 | 19:30 UTC+1  |                                                        |                         |                             | Stockholm Publik: 7 317 Domare: Patric Bjälkander Daniel Winge | Stockholm Publik: 7 317 Domare: Patric Bjälkander Daniel Winge |

| 3           | 23 mars 2016 | Karlskrona HK                                                          | 3 – 2                   | AIK                                                           | ABB Arena Karlskrona                                            |                                                                 |
| 19:30 UTC+1 | 19:30 UTC+1  | (0–0, 2–1, 1–1) Rapport                                                | (0–0, 2–1, 1–1) Rapport | (0–0, 2–1, 1–1) Rapport                                       | Karlskrona Publik: 3 302 Domare: Patric Bjälkander Daniel Winge | Karlskrona Publik: 3 302 Domare: Patric Bjälkander Daniel Winge |
| 19:30 UTC+1 | 19:30 UTC+1  | Mattias Guter (36:44) Vyacheslav Trukhno (38:15) Mattias Guter (57:23) | Mål                     | (22:24) Michael Lindqvist (53:00) (PP1) Daniel Olsson-Trkulja | Karlskrona Publik: 3 302 Domare: Patric Bjälkander Daniel Winge | Karlskrona Publik: 3 302 Domare: Patric Bjälkander Daniel Winge |
| 19:30 UTC+1 | 19:30 UTC+1  |                                                                        |                         |                                                               | Karlskrona Publik: 3 302 Domare: Patric Bjälkander Daniel Winge | Karlskrona Publik: 3 302 Domare: Patric Bjälkander Daniel Winge |
| 19:30 UTC+1 | 19:30 UTC+1  |                                                                        |                         |                                                               | Karlskrona Publik: 3 302 Domare: Patric Bjälkander Daniel Winge | Karlskrona Publik: 3 302 Domare: Patric Bjälkander Daniel Winge |
| 19:30 UTC+1 | 19:30 UTC+1  |                                                                        |                         |                                                               | Karlskrona Publik: 3 302 Domare: Patric Bjälkander Daniel Winge | Karlskrona Publik: 3 302 Domare: Patric Bjälkander Daniel Winge |
| 19:30 UTC+1 | 19:30 UTC+1  |                                                                        |                         |                                                               | Karlskrona Publik: 3 302 Domare: Patric Bjälkander Daniel Winge | Karlskrona Publik: 3 302 Domare: Patric Bjälkander Daniel Winge |

| 4           | 25 mars 2016 | AIK                     | 0 – 2                   | Karlskrona HK                                     | Hovet                                                      |                                                            |
| 20:00 UTC+1 | 20:00 UTC+1  | (0–1, 0–1, 0–0) Rapport | (0–1, 0–1, 0–0) Rapport | (0–1, 0–1, 0–0) Rapport                           | Stockholm Publik: 8 094 Domare: Sören Persson Tobias Björk | Stockholm Publik: 8 094 Domare: Sören Persson Tobias Björk |
| 20:00 UTC+1 | 20:00 UTC+1  |                         | Mål                     | (17:46) Jimmy Andersson (37:09) Alexander Wiklund | Stockholm Publik: 8 094 Domare: Sören Persson Tobias Björk | Stockholm Publik: 8 094 Domare: Sören Persson Tobias Björk |
| 20:00 UTC+1 | 20:00 UTC+1  |                         |                         |                                                   | Stockholm Publik: 8 094 Domare: Sören Persson Tobias Björk | Stockholm Publik: 8 094 Domare: Sören Persson Tobias Björk |
| 20:00 UTC+1 | 20:00 UTC+1  |                         |                         |                                                   | Stockholm Publik: 8 094 Domare: Sören Persson Tobias Björk | Stockholm Publik: 8 094 Domare: Sören Persson Tobias Björk |
| 20:00 UTC+1 | 20:00 UTC+1  |                         |                         |                                                   | Stockholm Publik: 8 094 Domare: Sören Persson Tobias Björk | Stockholm Publik: 8 094 Domare: Sören Persson Tobias Björk |
| 20:00 UTC+1 | 20:00 UTC+1  |                         |                         |                                                   | Stockholm Publik: 8 094 Domare: Sören Persson Tobias Björk | Stockholm Publik: 8 094 Domare: Sören Persson Tobias Björk |

| 5           | 27 mars 2016 | Karlskrona HK                                                                                           | 4 – 1                   | AIK                     | ABB Arena Karlskrona                                           |                                                                |
| 19:30 UTC+2 | 19:30 UTC+2  | (0–0, 1–0, 3–1) Rapport                                                                                 | (0–0, 1–0, 3–1) Rapport | (0–0, 1–0, 3–1) Rapport | Karlskrona Publik: 3 450 Domare: Sören Persson Mikael Sjöqvist | Karlskrona Publik: 3 450 Domare: Sören Persson Mikael Sjöqvist |
| 19:30 UTC+2 | 19:30 UTC+2  | Alexander Bergström (25:40) (PP1) Jimmy Andersson (42:03) Riley Holzapfel (46:17) Mattias Guter (56:57) | Mål                     | (58:56) Jesper Frödén   | Karlskrona Publik: 3 450 Domare: Sören Persson Mikael Sjöqvist | Karlskrona Publik: 3 450 Domare: Sören Persson Mikael Sjöqvist |
| 19:30 UTC+2 | 19:30 UTC+2  | |                         |                         | Karlskrona Publik: 3 450 Domare: Sören Persson Mikael Sjöqvist | Karlskrona Publik: 3 450 Domare: Sören Persson Mikael Sjöqvist |
| 19:30 UTC+2 | 19:30 UTC+2  | |                         |                         | Karlskrona Publik: 3 450 Domare: Sören Persson Mikael Sjöqvist | Karlskrona Publik: 3 450 Domare: Sören Persson Mikael Sjöqvist |
| 19:30 UTC+2 | 19:30 UTC+2  | |                         |                         | Karlskrona Publik: 3 450 Domare: Sören Persson Mikael Sjöqvist | Karlskrona Publik: 3 450 Domare: Sören Persson Mikael Sjöqvist |
| 19:30 UTC+2 | 19:30 UTC+2  | |                         |                         | Karlskrona Publik: 3 450 Domare: Sören Persson Mikael Sjöqvist | Karlskrona Publik: 3 450 Domare: Sören Persson Mikael Sjöqvist |

## Modo mot Leksands IF
| 1           | 20 mars 2016 | Modo | 5 – 0                   | Leksands IF             | Fjällräven Center                                                  |                                                                    |
| 19:30 UTC+1 | 19:30 UTC+1  | (2–0, 2–0, 1–0) Rapport | (2–0, 2–0, 1–0) Rapport | (2–0, 2–0, 1–0) Rapport | Örnsköldsvik Publik: 6 163 Domare: Andreas Harnebring Johan Gossas | Örnsköldsvik Publik: 6 163 Domare: Andreas Harnebring Johan Gossas |
| 19:30 UTC+1 | 19:30 UTC+1  | Victor Olofsson (11:30) Emil Pettersson (14:37) Ludvig Nilsson (32:24) Victor Olofsson (39:59) Gustav Possler (46:56) (PP1) | Mål                     |                         | Örnsköldsvik Publik: 6 163 Domare: Andreas Harnebring Johan Gossas | Örnsköldsvik Publik: 6 163 Domare: Andreas Harnebring Johan Gossas |
| 19:30 UTC+1 | 19:30 UTC+1  | |                         |                         | Örnsköldsvik Publik: 6 163 Domare: Andreas Harnebring Johan Gossas | Örnsköldsvik Publik: 6 163 Domare: Andreas Harnebring Johan Gossas |
| 19:30 UTC+1 | 19:30 UTC+1  | |                         |                         | Örnsköldsvik Publik: 6 163 Domare: Andreas Harnebring Johan Gossas | Örnsköldsvik Publik: 6 163 Domare: Andreas Harnebring Johan Gossas |
| 19:30 UTC+1 | 19:30 UTC+1  | |                         |                         | Örnsköldsvik Publik: 6 163 Domare: Andreas Harnebring Johan Gossas | Örnsköldsvik Publik: 6 163 Domare: Andreas Harnebring Johan Gossas |
| 19:30 UTC+1 | 19:30 UTC+1  | |                         |                         | Örnsköldsvik Publik: 6 163 Domare: Andreas Harnebring Johan Gossas | Örnsköldsvik Publik: 6 163 Domare: Andreas Harnebring Johan Gossas |

| 2           | 22 mars 2016 | Leksands IF             | 0 – 4                   | Modo                                                                                                | Tegera Arena                                                  |                                                               |
| 18:30 UTC+1 | 18:30 UTC+1  | (0–2, 0–0, 0–2) Rapport | (0–2, 0–0, 0–2) Rapport | (0–2, 0–0, 0–2) Rapport                                                                             | Leksand Publik: 7 146 Domare: Andreas Harnebring Johan Gossas | Leksand Publik: 7 146 Domare: Andreas Harnebring Johan Gossas |
| 18:30 UTC+1 | 18:30 UTC+1  |                         | Mål                     | (04:57) Emil Pettersson (11:04) (PP1) Per-Åge Skrøder (51:14) Victor Olofsson (58:03) Patrick Dwyer | Leksand Publik: 7 146 Domare: Andreas Harnebring Johan Gossas | Leksand Publik: 7 146 Domare: Andreas Harnebring Johan Gossas |
| 18:30 UTC+1 | 18:30 UTC+1  |                         |                         | | Leksand Publik: 7 146 Domare: Andreas Harnebring Johan Gossas | Leksand Publik: 7 146 Domare: Andreas Harnebring Johan Gossas |
| 18:30 UTC+1 | 18:30 UTC+1  |                         |                         | | Leksand Publik: 7 146 Domare: Andreas Harnebring Johan Gossas | Leksand Publik: 7 146 Domare: Andreas Harnebring Johan Gossas |
| 18:30 UTC+1 | 18:30 UTC+1  |                         |                         | | Leksand Publik: 7 146 Domare: Andreas Harnebring Johan Gossas | Leksand Publik: 7 146 Domare: Andreas Harnebring Johan Gossas |
| 18:30 UTC+1 | 18:30 UTC+1  |                         |                         | | Leksand Publik: 7 146 Domare: Andreas Harnebring Johan Gossas | Leksand Publik: 7 146 Domare: Andreas Harnebring Johan Gossas |

| 3           | 24 mars 2016 | Modo                         | 000 1 – 2 (SD)               | Leksands IF                                              | Fjällräven Center                                                  |                                                                    |
| 19:30 UTC+1 | 19:30 UTC+1  | (0–0, 1–1, 0–0, 0–1) Rapport | (0–0, 1–1, 0–0, 0–1) Rapport | (0–0, 1–1, 0–0, 0–1) Rapport                             | Örnsköldsvik Publik: 7 350 Domare: Andreas Harnebring Johan Gossas | Örnsköldsvik Publik: 7 350 Domare: Andreas Harnebring Johan Gossas |
| 19:30 UTC+1 | 19:30 UTC+1  | Victor Olofsson (36:25)      | Mål                          | (22:54) (PP1) Alexander Ytterell (61:05) Martin Grönberg | Örnsköldsvik Publik: 7 350 Domare: Andreas Harnebring Johan Gossas | Örnsköldsvik Publik: 7 350 Domare: Andreas Harnebring Johan Gossas |
| 19:30 UTC+1 | 19:30 UTC+1  |                              |                              |                                                          | Örnsköldsvik Publik: 7 350 Domare: Andreas Harnebring Johan Gossas | Örnsköldsvik Publik: 7 350 Domare: Andreas Harnebring Johan Gossas |
| 19:30 UTC+1 | 19:30 UTC+1  |                              |                              |                                                          | Örnsköldsvik Publik: 7 350 Domare: Andreas Harnebring Johan Gossas | Örnsköldsvik Publik: 7 350 Domare: Andreas Harnebring Johan Gossas |
| 19:30 UTC+1 | 19:30 UTC+1  |                              |                              |                                                          | Örnsköldsvik Publik: 7 350 Domare: Andreas Harnebring Johan Gossas | Örnsköldsvik Publik: 7 350 Domare: Andreas Harnebring Johan Gossas |
| 19:30 UTC+1 | 19:30 UTC+1  |                              |                              |                                                          | Örnsköldsvik Publik: 7 350 Domare: Andreas Harnebring Johan Gossas | Örnsköldsvik Publik: 7 350 Domare: Andreas Harnebring Johan Gossas |

| 4           | 26 mars 2016 | Leksands IF                               | 2 – 1                   | Modo                          | Tegera Arena                                                  |                                                               |
| 19:30 UTC+1 | 19:30 UTC+1  | (1–0, 0–0, 1–1) Rapport                   | (1–0, 0–0, 1–1) Rapport | (1–0, 0–0, 1–1) Rapport       | Leksand Publik: 7 650 Domare: Andreas Harnebring Johan Gossas | Leksand Publik: 7 650 Domare: Andreas Harnebring Johan Gossas |
| 19:30 UTC+1 | 19:30 UTC+1  | Brock Montpetit (00:59) Jon Knuts (44:18) | Mål                     | (51:28) (PP1) Per-Åge Skrøder | Leksand Publik: 7 650 Domare: Andreas Harnebring Johan Gossas | Leksand Publik: 7 650 Domare: Andreas Harnebring Johan Gossas |
| 19:30 UTC+1 | 19:30 UTC+1  |                                           |                         |                               | Leksand Publik: 7 650 Domare: Andreas Harnebring Johan Gossas | Leksand Publik: 7 650 Domare: Andreas Harnebring Johan Gossas |
| 19:30 UTC+1 | 19:30 UTC+1  |                                           |                         |                               | Leksand Publik: 7 650 Domare: Andreas Harnebring Johan Gossas | Leksand Publik: 7 650 Domare: Andreas Harnebring Johan Gossas |
| 19:30 UTC+1 | 19:30 UTC+1  |                                           |                         |                               | Leksand Publik: 7 650 Domare: Andreas Harnebring Johan Gossas | Leksand Publik: 7 650 Domare: Andreas Harnebring Johan Gossas |
| 19:30 UTC+1 | 19:30 UTC+1  |                                           |                         |                               | Leksand Publik: 7 650 Domare: Andreas Harnebring Johan Gossas | Leksand Publik: 7 650 Domare: Andreas Harnebring Johan Gossas |

| 5           | 28 mars 2016 | Modo | 7 – 1                   | Leksands IF             | Fjällräven Center                                            |                                                              |
| 19:30 UTC+2 | 19:30 UTC+2  | (3–1, 3–0, 1–0) Rapport | (3–1, 3–0, 1–0) Rapport | (3–1, 3–0, 1–0) Rapport | Örnsköldsvik Publik: 7 175 Domare: Tobias Björk Linus Öhlund | Örnsköldsvik Publik: 7 175 Domare: Tobias Björk Linus Öhlund |
| 19:30 UTC+2 | 19:30 UTC+2  | Bobby Butler (07:20) (PP1) Otso Rantakari (13:04) Ilari Filppula (15:09) Carl Grundström (24:00) William Thomas (24:19) Emil Pettersson (35:10) William Thomas (53:10) | Mål                     | (13:19) Viktor Amnér    | Örnsköldsvik Publik: 7 175 Domare: Tobias Björk Linus Öhlund | Örnsköldsvik Publik: 7 175 Domare: Tobias Björk Linus Öhlund |
| 19:30 UTC+2 | 19:30 UTC+2  | |                         |                         | Örnsköldsvik Publik: 7 175 Domare: Tobias Björk Linus Öhlund | Örnsköldsvik Publik: 7 175 Domare: Tobias Björk Linus Öhlund |
| 19:30 UTC+2 | 19:30 UTC+2  | |                         |                         | Örnsköldsvik Publik: 7 175 Domare: Tobias Björk Linus Öhlund | Örnsköldsvik Publik: 7 175 Domare: Tobias Björk Linus Öhlund |
| 19:30 UTC+2 | 19:30 UTC+2  | |                         |                         | Örnsköldsvik Publik: 7 175 Domare: Tobias Björk Linus Öhlund | Örnsköldsvik Publik: 7 175 Domare: Tobias Björk Linus Öhlund |
| 19:30 UTC+2 | 19:30 UTC+2  | |                         |                         | Örnsköldsvik Publik: 7 175 Domare: Tobias Björk Linus Öhlund | Örnsköldsvik Publik: 7 175 Domare: Tobias Björk Linus Öhlund |

| 6           | 30 mars 2016 | Leksands IF | 5 – 4                   | Modo                                                                                       | Tegera Arena                                             |                                                          |
| 19:30 UTC+2 | 19:30 UTC+2  | (1–1, 2–2, 2–1) Rapport | (1–1, 2–2, 2–1) Rapport | (1–1, 2–2, 2–1) Rapport                                                                    | Leksand Publik: 7 087 Domare: Mikael Nord Patrik Sjöberg | Leksand Publik: 7 087 Domare: Mikael Nord Patrik Sjöberg |
| 19:30 UTC+2 | 19:30 UTC+2  | Johan Porsberger (11:04) Tommi Paakkolanvaara (21:51) (PP1) Alexander Ytterell (28:11) Alexander Ytterell (43:41) (PP1) Jon Knuts (51:44) | Mål                     | (07:12) William Thomas (37:58) Per-Åge Skrøder (39:50) Oscar Hedman (48:00) Ilari Filppula | Leksand Publik: 7 087 Domare: Mikael Nord Patrik Sjöberg | Leksand Publik: 7 087 Domare: Mikael Nord Patrik Sjöberg |
| 19:30 UTC+2 | 19:30 UTC+2  | |                         |                                                                                            | Leksand Publik: 7 087 Domare: Mikael Nord Patrik Sjöberg | Leksand Publik: 7 087 Domare: Mikael Nord Patrik Sjöberg |
| 19:30 UTC+2 | 19:30 UTC+2  | |                         |                                                                                            | Leksand Publik: 7 087 Domare: Mikael Nord Patrik Sjöberg | Leksand Publik: 7 087 Domare: Mikael Nord Patrik Sjöberg |
| 19:30 UTC+2 | 19:30 UTC+2  | |                         |                                                                                            | Leksand Publik: 7 087 Domare: Mikael Nord Patrik Sjöberg | Leksand Publik: 7 087 Domare: Mikael Nord Patrik Sjöberg |
| 19:30 UTC+2 | 19:30 UTC+2  | |                         |                                                                                            | Leksand Publik: 7 087 Domare: Mikael Nord Patrik Sjöberg | Leksand Publik: 7 087 Domare: Mikael Nord Patrik Sjöberg |

| 7           | 1 april 2016 | Modo                                                                 | 000 3 – 4 (SD)               | Leksands IF                                                                                  | Fjällräven Center                                              |                                                                |
| 19:30 UTC+2 | 19:30 UTC+2  | (1–1, 2–0, 0–2, 0–1) Rapport                                         | (1–1, 2–0, 0–2, 0–1) Rapport | (1–1, 2–0, 0–2, 0–1) Rapport                                                                 | Örnsköldsvik Publik: 7 350 Domare: Tobias Björk Wolmer Edqvist | Örnsköldsvik Publik: 7 350 Domare: Tobias Björk Wolmer Edqvist |
| 19:30 UTC+2 | 19:30 UTC+2  | Nichlas Torp (18:12) Victor Olofsson (24:58) Victor Olofsson (38:00) | Mål                          | (13:02) (PP1) Jon Knuts (52:02) Jon Knuts (59:08) Alexander Ytterell (65:52) Brock Montpetit | Örnsköldsvik Publik: 7 350 Domare: Tobias Björk Wolmer Edqvist | Örnsköldsvik Publik: 7 350 Domare: Tobias Björk Wolmer Edqvist |
| 19:30 UTC+2 | 19:30 UTC+2  |                                                                      |                              |                                                                                              | Örnsköldsvik Publik: 7 350 Domare: Tobias Björk Wolmer Edqvist | Örnsköldsvik Publik: 7 350 Domare: Tobias Björk Wolmer Edqvist |
| 19:30 UTC+2 | 19:30 UTC+2  |                                                                      |                              |                                                                                              | Örnsköldsvik Publik: 7 350 Domare: Tobias Björk Wolmer Edqvist | Örnsköldsvik Publik: 7 350 Domare: Tobias Björk Wolmer Edqvist |
| 19:30 UTC+2 | 19:30 UTC+2  |                                                                      |                              |                                                                                              | Örnsköldsvik Publik: 7 350 Domare: Tobias Björk Wolmer Edqvist | Örnsköldsvik Publik: 7 350 Domare: Tobias Björk Wolmer Edqvist |
| 19:30 UTC+2 | 19:30 UTC+2  |                                                                      |                              |                                                                                              | Örnsköldsvik Publik: 7 350 Domare: Tobias Björk Wolmer Edqvist | Örnsköldsvik Publik: 7 350 Domare: Tobias Björk Wolmer Edqvist |